# Worcestershire
Worcestershire (uttalas /ˈwʊs.təˌʃə/; förkortas Worcs) är ett ceremoniellt och administrativt grevskap (county)  i regionen West Midlands i mellersta England. Mellan 1974 och 1998 ingick det i Hereford and Worcester tillsammans med Herefordshire.
Grevskapet gränsar till Herefordshire i väster, Shropshire, Staffordshire och West Midlands i norr, Warwickshire i öster och Gloucestershire i söder. I väster utgörs gränsen av bergen Malvern Hills, som är en Area of Outstanding Natural Beauty. De består av upp till 1,2 miljarder år gamla vulkaniska och metamorfa bergarter. I söder ligger åsarna Cotswolds norra delar. De två största floderna i grevskapet är Severn och Warwickshire Avon.
Förutom huvudorten Worcester och de stora städerna i norra delen av grevskapet (framförallt Redditch, den största staden, Kidderminster och Bromsgrove) består grevskapet främst av landsbygd. Malvern, Bewdley, Evesham, Droitwich Spa, Pershore och Tenbury Wells är traditionella marknadsorter.

## Historia
Worcestershire var platsen för slaget vid Evesham där Simon de Montfort dödades (4 augusti 1265), och senare, under engelska inbördeskriget, slaget vid Worcester 1651.
På 1800-talet tillverkades handskar i Worcester, mattor i Kidderminster samt nålar och krokar i Redditch. Droitwich Spa hade haft omfattande salttillverkning sedan romartiden, eftersom det fanns stora saltfyndigheter i området. En av de romerska huvudvägarna gick också genom samhället. Idag har dessa industrier minskat i betydelse för att ersättas av annan, mer blandad, lätt industri.
I grevskapet finns också den äldsta tidningen i Storbritannien, Berrow's Worcester Journal. Malvern var en av de första kurorterna i Storbritannien.

## Politik och gränser
Worcestershires gränser har varierat avsevärt under de senaste hundra åren. Framför allt har West Midlands tagit över exklaven Dudley och en del andra områden i norr. Även de andra gränserna har ändrats, främst för att avskaffa exklaver, bland annat vid Shipston-on-Stour. När Worcestershires landsting upprättades 1889 täckte det hela grevskapet utom Worcester och Dudley, som var landstingsfria county boroughs. Innan dess hade Worcester haft en särställning som stadsgrevskap (county corporate).
1974 slogs Worcester, Worcestershires landsting och Herefordshire ihop till grevskapet Hereford and Worcester, med en ny distriktsindelning. Det delades åter i Herefordshire och Worcestershire 1998. Vid uppdelningen behölls distrikten Bromsgrove, Redditch, Worcester, Wychavon (huvudort Pershore) och Wyre Forest (huvudort Stourport-on-Severn) utan ändringar, men Malvern Hills (huvudort Malvern) gränser ändrades eftersom delar av distriktet hamnade i Herefordshire, som utgör en enhetskommun (unitary authority). Malvern Hills övertog också Worcestershiredelen av Leominster.

## Administrativ indelning
Worcestershire är dels ett ceremoniellt grevskap (ceremonial county), dels ett administrativt grevskap som är en typ av sekundärkommun (non-metropolitan county). Det administrativa grevskapet är indelat i sex distrikt (non-metropolitan districts), som är en typ av primärkommun.
| Nr | Distrikt      | Distrikten i Worcestershire |
| -- | ------------- | --------------------------- |
| 1  | Worcester     |                             |
| 2  | Malvern Hills |                             |
| 3  | Wyre Forest   |                             |
| 4  | Bromsgrove    |                             |
| 5  | Redditch      |                             |
| 6  | Wychavon      |                             |

## Ekonomi

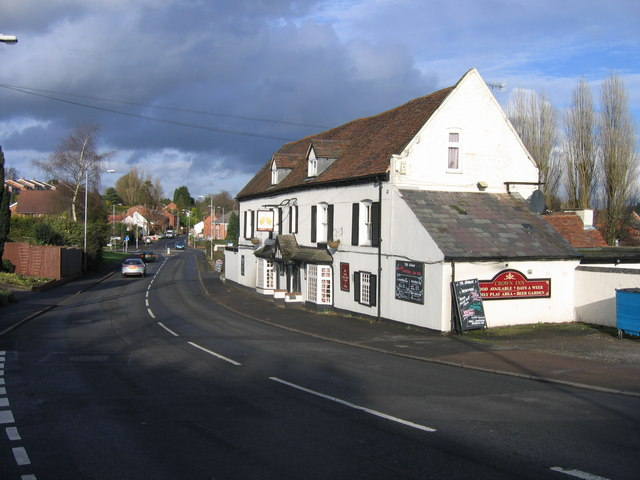
The Crown Inn i Catshill i Worcestershire.

En stor del av grevskapets yta användes tidigare till frukt- och humleodling. Dessa näringar har minskat märkbart sedan andra världskriget, men runt Vale of Evesham i södra delen av grevskapet finns det fortfarande ett flertal fruktträdgårdar kvar. I Worcesters stadsvapen ingår tre svarta päron, som representerar den nu sällsynta fruktsorten Worcester Black Pear. Grevskapsvapnet följer samma tema, med ett päronträd med svarta päron. Äppelsorten Worcester Parmän kommer också från Worcestershire, liksom Pershore-plommonet.
Worcestershire är också känt för en del produkter som inte kommer från jordbruket. Staden Worcester är mest känd för worcestershiresås och porslinsfabriker. Worcestershiresås är en kyndelsås med vinäger, sardeller, melass, tamarinder, lök och kryddor, som används för att smaksätta olika maträtter och drinken Bloody Mary. I byn Broadheath, ungefär 10 km nordväst om Worcester, föddes kompositören Edward Elgar. I Malvern tillverkas sportbilen Morgan.

## Medier
Det finns fyra lokalradiostationer som täcker både Herefordshire och Worcestershire, varav en BBC-station och tre kommersiella. Dessutom finns en närradiostation i Worcester.

## Sport
Rugby union-klubben Worcester Warriors spelar i högsta serien sedan 2004.